# Batman DCU: Mroczny Rycerz – Powrót
Batman: The Dark Knight Returns – dwuczęściowy film animowany z 2012 roku w reżyserii Jaya Olivy, adaptacja komiksu The Dark Knight Returns Franka Millera. Premiera części pierwszej miała miejsce 25 września 2012 r., a drugiej 29 stycznia 2013 roku.

## Obsada

### Część 1
- Peter Weller jako Batman / Bruce Wayne
- Ariel Winter jako Carrie Kelley / Robin
- Paget Brewster jako Lana Lang
- Maria Canals Barrera jako kapitan Ellen Yindel
- Michael Emerson jako Joker
- Michael Jackson jako Alfred Pennyworth
- Michael McKean jako doktor Bartholomew Wolper
- David Selby jako komisarz James "Jim" Gordon
- Gary Anthony Williams jako przywódca Mutantów
- Wade Williams jako Two-Face / Harvey Dent
- Carlos Alazraqui jako Hernando
- Dee Bradley Baker jako Don
- Cathy Cavadini jako Joanie
- Townsend Coleman jako Morrie
- Grey DeLisle jako prezenterka telewizyjna Carla
- Richard Doyle jako burmistrz
- Greg Eagles jako Mackie
- Danny Jacobs jako Merkle
- Maurice LaMarche jako Willing
- Yuri Lowenthal jako „syn Batmana”
- Sam McMurray jako prezenter telewizyjny Ted
- Jim Meskimen jako generał Briggs
- Rob Paulsen jako Rob
- Andrea Romano jako kobieta
- Tara Strong jako Michelle
- James Patrick Stuart jako Murray
- Gary Sturgis jako Silk
- James Arnold Taylor jako pan Hudson
- Bruce Timm jako Thomas Wayne
- Jim Ward jako prawnik Femura
- Frank Welker jako burmistrz Stevenson
- Jim Wise jako Femur
- Gwendoline Yeo jako Lola Chong

### Część 2
- Peter Weller jako Batman / Bruce Wayne
- Ariel Winter jako Carrie Kelley / Robin
- Mark Valley jako Superman / Clark Kent
- Michael McKean jako doktor Bartholomew Wolper
- Maria Canals Barrera jako komisarz Ellen Yindel
- Michael Jackson jako Alfred Pennyworth